# Okamejei leptoura
Okamejei leptoura (лат.) — вид хрящевых рыб семейства ромбовых скатов отряда скатообразных. Являются эндемиками тропических вод, омывающих северо-западное побережье Австралии. Встречаются на глубине до 735 м. Их крупные, уплощённые грудные плавники образуют диск в виде ромба. Максимальная зарегистрированная длина 56 см. Откладывают яйца. Не являются объектом целевого промысла.

## Таксономия
Впервые вид был научно описан в 2008 году. Голотип представляет собой половозрелого самца пойманного в Арафурском море (09°04′ ю. ш. 133°04′ в. д.) на глубине 179—205 м. Паратипы: неполовозрелые самцы длиной 24,5—29,9 см; самец длиной 37,6 см и самки длиной 23,5—49,5 см, пойманные там же не глубине 179—298 м и самка длиной 36 см, пойманная у рифа Скотт, Западная Австралия, на глубине 275—280 м.

## Ареал
Эти бентопелагические скаты обитают у берегов Западной Австралии и в Арафурском море. Встречаются на глубине 179—298 м у обрыва континентального шельфа.

## Описание
Широкие и плоские грудные плавники этих скатов образуют диск в виде ромба. На вентральной стороне диска расположены 5 жаберных щелей, ноздри и рот. На тонком хвосте имеются латеральные складки. У этих скатов 2 редуцированных спинных плавника и редуцированный хвостовой плавник.
Ширина диска в 1,2—1,3 раза больше длины и равна 54—61 % длины тела. Удлинённое и заострённое рыло образует угол 74—96°. Длина хвоста составляет 1,1—1,3 расстояния от кончика рыла до клоаки. Хвост тонкий. Ширина хвоста в средней части равна 1,2—1,5 его высоты и 1,1—1,5 у основания первого спинного плавника. Расстояние от кончика рыла до верхней челюсти составляет 12—15 % длины тела и в 1,7—2,2 раза превосходит дистанцию между ноздрями. Длина головы по вентральной стороне равна 24—27 % длины тела. Длина рыла в 3,5—4,0 превосходит, а диаметр глаза равен 72—98 % межглазничного пространства. Высота первого спинного плавника в 2,6—3,5 раз больше длины его основания. Расстояние между началом основания первого спинного плавника и кончиком хвоста в 3,7—4,4 раза превосходит длину его основания и в 0,5—0,8 длину хвостового плавника. Брюшные плавники среднего размера. У половозрелых самцов длина задней лопасти составляет 15—17 %, а длина класперов у молодых самцов равна 15 %, а у взрослых 22—24 % длины тела, длина передней лопасти равна 70—97 % длины задней лопасти. Передний край диска с обеих сторон у взрослых самцов покрыт узкой колючей полосой. Затылочные шипы отсутствуют. Область маларных колючек небольшая. Хвост покрыт рядами развитых колючек (у самцов 1 ряд, у самок до 5 рядов, латеральные ряды обычно более развиты по сравнению с срединным). Грудные плавники образованы 71—76 лучами. Количество позвонков 120—132. На верхней челюсти имеются 34—38 зубных рядов. Дорсальная поверхность диска ровного серо-коричневого цвета. Ростральный хрящ резко разграничен от остальной части рыла. Вентральная поверхность бледная, бледная или прозрачная. Чувствительные поры, расположенные на вентральной стороне диска, не имеют тёмной окантовки. Максимальная зарегистрированная длина 49,5 см.

## Взаимодействие с человеком
Эти скаты не являются объектом целевого промысла. Международный союз охраны природы оценил охранный статус вида как «Вызывающий наименьшие опасения».